# 山本雲居
山本 雲居（やまもと くもい）は、日本の漫画家。主に成人向け漫画を執筆している。その特異な作風から鬼畜ロリ系作家の鬼才として知られていた。現在商業誌での活動は休止している。

## 概要
2001年頃より『COMIC Zip』（フランス書院）にて執筆し、同誌の休刊後は『ひな缶』および『ひな缶Hi!』（茜新社）にて活躍。2003年には唯一の単行本「マーブルケェキ」を発売した。2005年以降は『COMIC RIN』（茜新社）にて活動するも次第に出番が減少し、僅かに残存していた他の陵辱系作家と共に姿を消した。
同人サークル「VITA-PEKE」で活動も行っており、WEBサイトも存在していたが、2009年頃にWEBサイトは消滅、以後の動向は不明となっている。
また、漫画家のAsh横島は大学の漫研時代の先輩で、合同誌も出していた。

## 作品リスト
※特に断りがない限り全て18禁作品

### 単行本
- 『マーブルケェキ』（2003年7月、フランス書院〈Xコミックス〉、ISBN 4-8296-7863-1）
  - ふくびき(COMIC ZIP 2002年9月号)
  - キッズディック パレード(ひな缶6 2002年 茜新社)
  - Sister Taming(COMIC ZIP 2002年3月号)
  - 暗闇の孤児院（ひな缶8 2003年 茜新社)
  - 便所当番(COMIC ZIP 2001年7月号)
  - 通販生活(COMIC ZIP 2001年11月号)
  - Pitiful lamb diary(COMIC ZIP 2002年1月号）
  - 忍者ハットリちゃん（COMIC ZIP 2002年6月号）
  - グータラロボメイド (COMIC ZIP 2001年4月号）
  - Our Pretty Sister(COMIC ZIP 2000年9月号）

### 単行本未収録作品

#### 漫画
- COMICパピポ（フランス書院）
  - ぼーいはんたー（2003年9月号）
- ひな缶Hi!（茜新社）
  - 一方的ラブロマンス（Vol.2 2003年12月号）[1]
  - ラリラリランチ（Vol.4 2004年4月号）[1]
  - ハヤリヤマイ（Vol.6、7 2004年8、10月号）[1] - 同じタイトルでの2連作
- COMIC RIN（茜新社）
  - マジミコ（Vol.3 2005年3月号）[2]
  - いつものあそび（Vol.7 2005年7月号）[2]
  - MARKING（Vol.12 2005年12月号）[2]
  - Final Half Year（Vol.14 2006年2月号）[3]
  - 保健委員さん（Vol.17 2006年5月号）[3]
  - ふんわり妹抱き枕（Vol.19 2006年7月号）[3]
  - 恋敵徹底排除主義（Vol.28 2007年4月号）[4]
  - 動物園から触手が逃げました（Vol.47 2008年11月号）[5]
- Galge.com（ベクター） - 全てWEBコミック
  - FAIRY FRIEND（No.15）
  - 聖メレトリクス学院（No.32）
  - ヒュプノシス（No.48）
- 電撃帝王（メディアワークス）- 全て一般向け作品
  - ネコハント（2005年 Vol.4）
  - MIGHTY SISTER（2005年 Vol.5）

#### カラーイラスト
- COMIC RIN（茜新社）
  - 2006年04月号（Vol.16）[3]